# Carpiquet
Carpiquet és un municipi francès situat al departament de Calvados i a la regió de Normandia. L'any 2019 tenia 2.886 habitants.
Els primers esments excrits daten de 1066 Carpiket i 1198 Karpiket. És un topònim d'origen bretó. El prefix caer-, car- significa fortificació.

## Demografia
El 2007 tenia 2.140 habitants. Hi havia 787 famílies i 834 habitatges: 807 habitatges principals, una segona residència i 26 desocupats. La població ha evolucionat segons el següent gràfic:

## Economia
El 2007 la població en edat de treballar era de 1.340 persones, 991 eren actives i 349 eren inactives. Té una escola maternal i elemental.
Dels 284 establiments que hi havia el 2007, 18 eren d'empreses extractives, 1 d'una empresa alimentària, 1 d'una empresa de fabricació de material elèctric, 1 d'una empresa de fabricació d'elements pel transport, 22 d'empreses de fabricació d'altres productes industrials, 39 d'empreses de construcció, 74 d'empreses de comerç i reparació d'automòbils, 13 d'empreses de transport, a més d'empreses de serveis de proximitat.
L'any 2000 hi havia nou explotacions agrícoles que conreaven un total de 435 hectàrees.